# Grünhöfe (Bremerhaven)
Grünhöfe ist ein Ortsteil des Stadtteils Geestemünde im Stadtbezirk Süd der Stadtgemeinde Bremerhaven im Land Freie Hansestadt Bremen.
 
Grünhöfe grenzt im Norden an den Ortsteil Bürgerpark, im Osten an den Stadtteil Surheide, im Süden an den Stadtteil Wulsdorf und im Westen an den Ortsteil Geestemünde-Süd.
 
Im Ortsteil lebten Ende 2018 noch 6349 Einwohner.

Er umfasst eine Fläche von 3,19 km²

## Geschichte
Ende 1954 wurde mit dem Neubauprojekt „Gartenstadt Grüne Höfe auf dem Weißenstein“ begonnen. Im Laufe der Zeit bürgerte sich der kurze Name Grünhöfe für den gesamten Ortsteil ein. Bis 1961 wurden mehrgeschossige Häuser, Reihen- und Einzelhäuser für fast 10.000 Menschen geschaffen.

1958 wurde die Wilhelm-Busch-Schule eröffnet, 1959 die Fritz-Reuter-Schule. 1965 wurden eine Turnhalle und ein Lehrschwimmbecken errichtet. 
1967 wurde die evangelische Petruskirche nach Plänen von Carsten Schröck, Bremen, fertiggestellt. Das Gemeindehaus nach Plänen von Gerd Krüger wurde bereits bis 1960 gebaut. 
1961 entstand ein Freibad, umrahmt von der Bezirkssportanlage Grünhöfe und der Kleingartenanlage Grünhöfe. Nach und nach entstand das Gewerbegebiet Weißenstein. Im neuen Gewerbegebiet Poristraße neben der Bundesautobahn 27 befindet sich das Druckzentrum Nordsee, wo u. a. die Nordsee-Zeitung gedruckt wird.
Im September 2000 öffnete das Dienstleistungszentrum Grünhöfe (DLZ). Es bietet multifunktionale Dienstleistungen im sozialen Bereich an. Die Einrichtung ist eine zentrale Anlaufstelle im Ortsteil Grünhöfe.

## Einrichtungen
- Wilhelm-Busch-Schule von 1958
- Fritz-Reuter-Schule von 1959
- Freibad Grünhöfe von 1961, Marschbrookweg 135
- Dienstleistungszentrum Grünhöfe (DLZ) von 2000
  - Kinder- und Jugendtreff im DLZ
  - Kulturladen im DLZ
- AWO Dienstleistungszentrum Grünhöfe, Auf der Bult 5
- Petruskirche von 1960 bzw. 1967, Haberstraße 12–18
- Bezirkssportanlage Grünhöfe von um 1960
  - BSC Grünhöfe

## ÖPNV
Ab 1957 wird der Ortsteil durch den Busverkehr der Verkehrsgesellschaft Bremerhaven AG (VGB) erschlossen; 1964 mit der Linie 3 und ab 1982 mit der Linie 2. Seit 1969 bediente den Ostbereich die Linie 8.
Das Angebot besteht aus den Buslinien 502, 503, 509 und ML.